# Doctor honoris causa

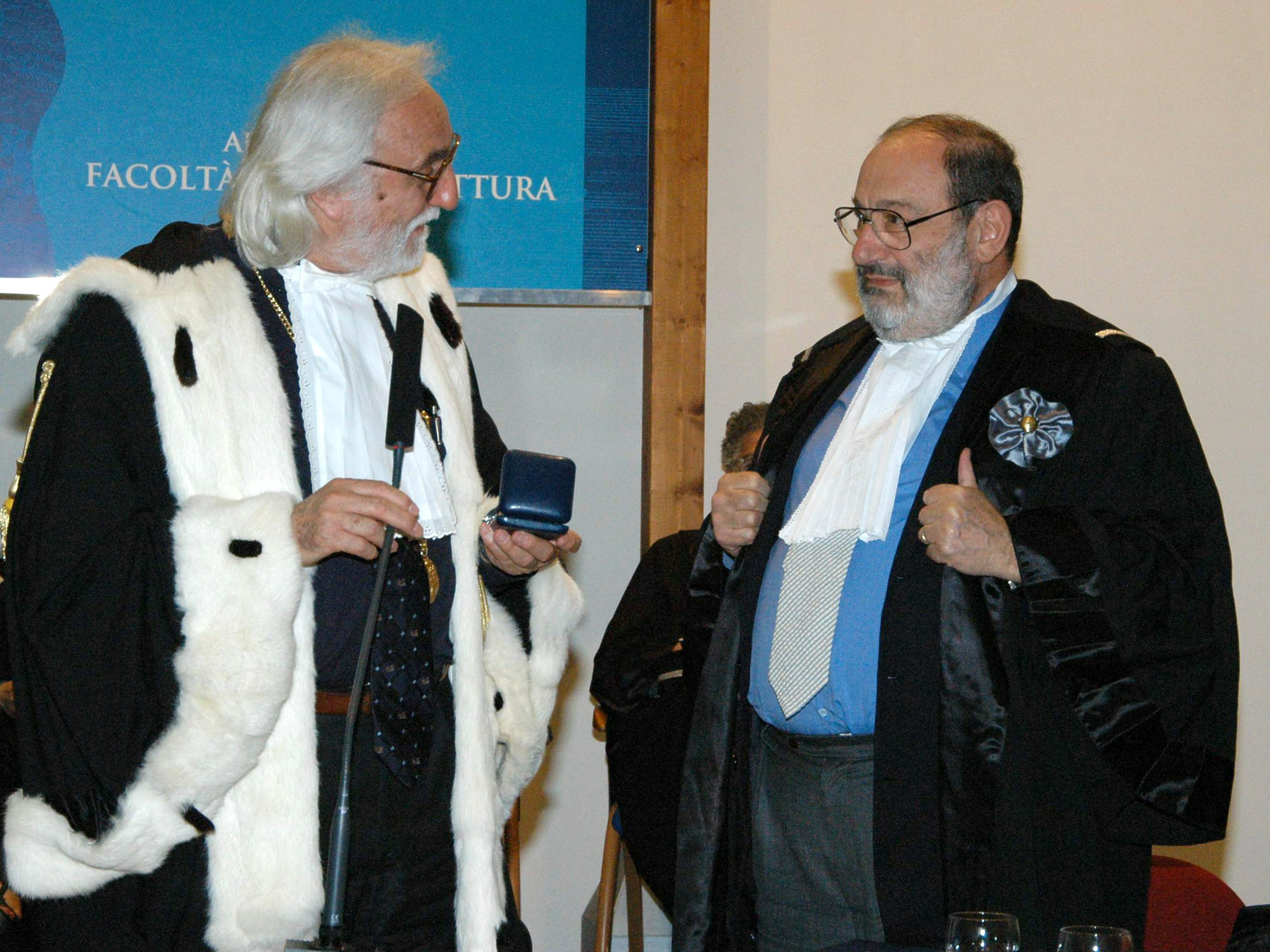
Umberto Eco primind titlul de doctor honoris causa la Universitatea Mediteraneană din Reggio Calabria

Doctor honoris causa (doctor datorită meritelor), prescurtat dr.h.c., este un titlu onorific, acordat unor persoane eminente de către o universitate, o instituție de înalte studii sau de o organizație care le grupează pe cele două. Acest titlu se acordă în special persoanelor care s-au distins în anumite domenii profesionale, sociale sau politice și nu are legătură cu educația urmată de cel care primește un astfel de doctorat.

## Honoris causa
Honoris causa este o locuțiune în latină care înseamnă „datorită meritelor” și se referă atât la meritele profesionale, cât și la buna reputație.
Formula dr.h.c.mult. indică faptul că respectivei persoane i-a fost conferit titlul de doctor honoris causa de mai multe ori (de către mai multe universități).

## Cazul soților Ceaușescu
De exemplu dr. h. c. mult. Elena Ceaușescu avea tot dreptul să poarte acest titlu, deoarece primise mai multe doctorate honoris causa de la diverse universități din lume. Chiar dacă ar fi fost dobândite prin înșelăciune (faptul că era soția președintelui României nu era o înșelătorie, chiar dacă teza ei de doctor în chimie fusese scrisă de dr. Osiaș), unele dintre ele nu pot fi retrase, deoarece regulamentele unor universități nu permit retragerea unui astfel de titlu, de exemplu în cazul soțului ei, dr.h.c.mult. Nicolae Ceaușescu. Deoarece acest titlu se poate acorda pentru merite politice, titlul său dr.h.c.mult. nu era o înșelătorie: prin acordarea acestui titlu i se recunoșteau meritele politice și se urmăreau avantaje politice și comerciale reale. Astfel acordarea acestor titluri era o monedă de schimb pentru autoritățile anumitor țări, dar titlurile acordate lui și soției sale erau cât se poate de reale.

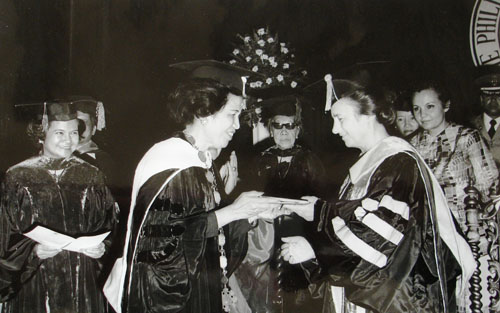
dr.h.c.mult. Elena Ceaușescu primind titlul dr.h.c. la Manila

## Observație
A nu se confunda cu titlul științific de doctor: nu este necesar a fi doctor în vreo disciplină pentru a primi titlul dr.h.c., de exemplu Maica Tereza a primit D.D.h.c. (Doctor of Divinity honoris causa) de la Universitatea din Serampore, iar Sandra Brown a primit Honorary Doctorate of Humane Letters din partea Universității Creștine din Texas.